# Gaston Paris
Bruno Paulin Gaston Paris (Avenay-Val-d'Or, Marne, Xampanya, 9 d'agost de 1839 - Canes, Provença, 5 de març de 1903) fou un filòleg francès. Estudiós de la literatura francesa medieval, marcà de manera determinant la filologia de la darrera part del segle xix.
Intentà, nogensmenys, negar l'existència de la llengua occitana evocant una continuïtat entre totes les varietats lingüístiques de l'estat francès, que seria "un vast tapís en el qual els colors variats es fonen en tots els punts en matisos insensiblement degradats".
Juntament amb el romanista francès Paul Meyer, fundà la prestigiosa revista Romania el 1872.

## Vida
Gaston Paris era fill del també filòleg Paulin Paris (1800-1881), cosa que feu que de petit ja conegués la Biblioteca Nacional i les obres de la literatura medieval francesa. Per indicació del seu pare viatjà a Bonn, on fou alumne de Friedrich Diez que tingué un paper important en la seva orientació cap a la filologia romànica, i a altres universitats alemanyes. De retorn a París, estudià a l'École des Chartes on es graduà el 1862 amb la tesi Étude sur le rôle de l'accent latin dans la langue française. Obtingué després el títol de doctor en lletres amb la tesi Histoire poétique de Charlemagne (1865), obra que marcà els estudis sobre l'èpica medieval i que importà la metodologia que havia adquirit a Alemanya.
El 1868 fou nomenat "répétiteur" de llengua francesa a l'École pratique des Hautes Études i des de 1872 fou professor de literatura i lingüística francesa al Collège de France.

## Obra
Paris treballà sobretot en el camp de la literatura francesa medieval, tot i que també feu aportacions en el camp de la lingüística com la Grammaire historique de la langue française (1868) o la traducció francesa de la gramàtica històrica romànica de Diez que havia conegut a Bonn. Contribuí a crear l'escola de la romanística francesa i a la consolidació d'aquesta disciplina com a ciència independent, seguint el model de la romanística alemanya. Introduí el mètode de Karl Lachmann a l'edició de textos francesos i occitans antics. El seu llibre sobre la Histoire poétique de Charlemagne (1865) ha estat un dels punts de referència en la discussió sobre els orígens de l'èpica romànica: la seva teoria afavoreix la idea que l'èpica té uns orígens populars i col·lectius; és la teoria que s'ha anomenat "tradicionalisme", i que fou discutida, sobretot pel seu alumne Joseph Bédier.
Fou fundador de la Revue critique d'histoire et de littérature (1866–1935) i de la revista de referència per la romanística Romania (1872–).
Fou escollit membre de l'Académie des inscriptions et belles-lettres el 1876 i de l'Académie Française el 1896 com a successor de Louis Pasteur; hi llegí el discurs d'ingrés el 1897. Va obtenir dues vegades el premi Gobert de l'Académie des Inscriptions: el 1866 per l'Histoire poétique de Charlemagne i el 1872 per la Vie de saint Alexis. Va ser nomenat administrador del Collège de France (1895).
Fou nomenat candidat al premi Nobel de literatura el 1901, 1902 i 1903, però en cap d'aquestes ocasions obtingué el premi. Ell mateix contribuí a la nominació de l'escriptor occità Frederic Mistral per al Nobel.

## Publicacions
- Étude sur le rôle de l'accent latin dans la langue française (1862)
- Friedrich Diez, Introduction a la grammaire des langues romanes, traduite de l'allemand par Gaston Paris, Paris, Leipzig: L. Herold, 1863[4]
- Histoire poétique de Charlemagne (París, Franck, 1865)
- Dissertation critique sur le poème latin du Ligurinus attribué à Gunther (1872)
- La Vie de saint Alexis, poème du s. XIe et renouvellements des XIIe, XIIIe, et XIVe siècles, publié avec préfaces, variantes, notes et glossaires par Gaston Paris et Léopold Pannier (1872)
- Chansons du s. XVe, publiées d'après le manuscrit de la Bibliothèque nationale de Paris par Gaston Paris et accompagnées de la musique transcrite en notation moderne par Auguste Gevaert (1875)
- Le Petit Poucet et la Grande Ourse (1875)
- Deux rédactions du Roman des Sept Sages de Rome (1876)
- Miracles de Nostre-Dame, par personnages, publiés d'après le ms. de la Bibliothèque nationale, par Gaston Paris et Ulysse Robert (9 volums, 1876-1897)
- Le Mystère de la Passion, d'Arnoul Greban, publié d'après les manuscrits de Paris, avec une introduction et un glossaire, par Gaston Paris et Gaston Raynaud (1878)
- La Vie de saint Gilles, poème du s. XIIe par Guillaume de Berneville, publié d'après le manuscrit unique de Florence par Gaston Paris et Alphonse Bos (1881)
- De la prononciation française depuis le commencement du XVIe, d'après les témoignages des grammairiens (2 volums, 1881-1883)
- La Poésie du Moyen Âge (1885-1895)
- Trois versions rimées de l'Évangile de Nicodème, par Chrétien, André de Coutances et un anonyme, publié d'après les ms. de Florence et de Londres, par Gaston Paris et Alphonse Bos (1885)
- Les Romans en vers du cycle de la Table ronde (1887)
- Manuel d'ancien français : la littérature française au Moyen Âge (s. XIe-s.XIVe (1888)
- Extraits de la Chanson de Roland et de la Vie de saint Louis, par Jean de Joinville publiés avec introduction, notes et glossaires complets, par Gaston Paris (1889)
- Extraits des chroniqueurs français : Villehardouin, Joinville, Froissart, Comines, publiés avec des notices, des notes, un glossaire des termes techniques, par Gaston Paris et Alfred Jeanroy (1892)
- Penseurs et poètes : James Darmesteter, Frédéric Mistral, Sully-Prudhomme, Alexandre Bida, Ernest Renan, Albert Sorel (1896)
- Récits extraits des poètes et prosateurs du Moyen Âge, mis en français moderne, par Gaston Paris (1896)
- Chrestomathie du Moyen Âge, extraits publiés avec des traductions, des notes, une introduction grammaticale et des notices littéraires (1897)
- Jean, sire de Joinville (1897)
- Aventures merveilleuses de Huon de Bordeaux, pair de France, et de la belle Esclarmonde, ainsi que du petit roi de féerie Auberon '1898)
- Orson de Beauvais : chanson de geste du s. XIIe, publié d'après le manuscrit unique de Cheltenham par Gaston Paris (1899)
- Poèmes et légendes du Moyen Âge (1899)
- François Villon (1901)
- Légendes du Moyen Âge : Roncevaux ; le paradis de la reine Sybille ; la légende du Tannhäuser ; le Juif errant ; le lai de l'Oiselet (1903)

### Obres publicades pòstumament pels seus deixebles
- Mélanges linguistiques : latin vulgaire et langues romanes, langue française, notes étymologiques, appendice, index (1906-1909)
- Esquisse historique de la littérature française au Moyen Âge (depuis les origines jusqu'à la fin du s. XVe) (1907)
- Mélanges de littérature française du Moyen Âge : la littérature française au Moyen Âge, l'épopée, le roman, l'histoire, la poésie lyrique, la littérature du quinzième siècle (1910-1912)